# Tiramisu

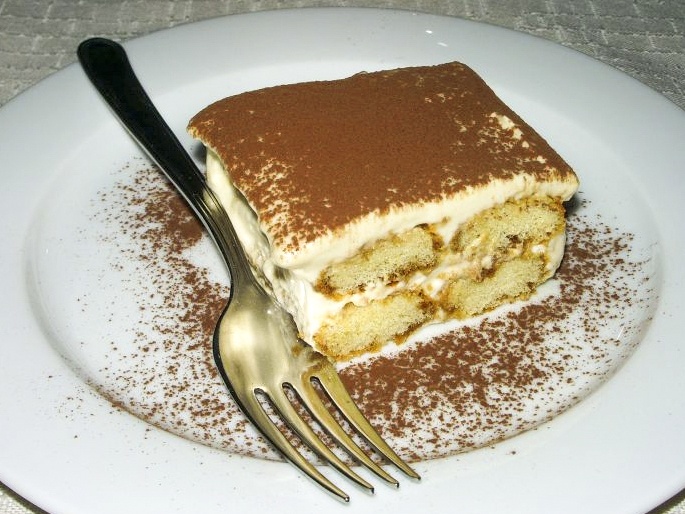
Tiramisu

Tiramisu (italsky  tiramisù) je tradiční italský dezert. Slovo tiramisù vzniklo z tirami su, což znamená „vytáhni mě“ nebo „zvedni mě“. Ve volném překladu „rozvesel mě“ nebo – „povzbuď mě“. Kvůli jedné z přísad – sýru mascarpone – ho lze řadit k jednomu z nejtučnějších dezertů vůbec.
Protože tiramisu obsahuje syrová vejce, není možné dezert dlouho skladovat z důvodu nebezpečí salmonelózy. Dají se použít pasterovaná vejce, zde nákaza nehrozí.

## Výroba
Tiramisu se vyrábí ze sýra mascarpone, který se šlehá se žloutky a cukrem, případně šlehačkou (podle zvyklostí). V misce se prokládá speciálními cukrářskými piškoty, namočenými do silného espresa, které může být ještě ochuceno italským mandlovým likérem Amaretto. Povrch dezertu se posype práškovým kakaem.

## Historie
Tiramisu je dnes jedním z nejoblíbenějších a nejznámějších italských receptů. Dějiny moderního receptu se dají vysledovat překvapivě pouze do roku 1970 do města Treviso v severní Itálii. Za „otce tiramisu“ je považován Ado Campeol. Podobné recepty ale pocházejí už z doby renesance a ze Sieny, Florencie a Benátek.